# Les Neuf Destins de Valdo
Les Neuf Destins de Valdo est un jeu vidéo ludo-éducatif créé par Alexis Nolent, développé par Ubisoft et sorti en 1997.

## Synopsis
Nous sommes en 1580, alors que le jeune Valdo part de Lisbonne à bord du Sao Bartolomeo pour rejoindre le Japon. Le voyage est long, et les marins rencontrent des obstacles : après avoir essuyé avec difficulté une tempête au cap de Bonne-Espérance, ils font escale en Inde où l'un d'entre eux est emprisonné par le rajah, sont attaqués par des pirates, font escale aux îles Moluques où ils découvrent une jonque échouée, et enfin font face à un complot au Japon... Chemin faisant, Valdo découvre aussi une carte étrange, qui appartenait à un marin, désormais devenu fantôme hantant le navire...

## Système de jeu
Ce jeu est un point and click à la première personne, où le joueur navigue entre des tableaux fixes. Il a la possibilité de parler à des personnages et de faire des choix dans les conversations en fonction du ton qu'il veut adopter. Les énigmes sont nombreuses et le jeu assez linéaire. Les 9 destins du titre sont en réalité les fins diverses possibles, suivant les actions du joueur et sa capacité à réussir certaines épreuves...
Les graphismes sont ceux d'un dessin animé, et il y a de fréquentes séquences animées, notamment dans les interactions avec les personnages. À noter que la version française de ce jeu bénéficia pour le doublage de certains personnages de la participation de Sophie Arthuys, Roger Carel, Olivier Baroux, Tom Novembre, Guy Chapellier, Barbara Tissier, Michel Vigné, et Michel Mella.
La musique du jeu a été composée par Daniel Masson.

## Personnages

### Principaux
Valdo de Pereira : De son nom entier Osvaldo (jamais prononcé dans le jeu et donné dans la section « Personnages », Valdo n’étant qu’un diminutif), c’est le héros de l’aventure. Il est contrôlé par les clics de la souris et est acteur dans la plupart des animations (soit il parle aux personnages, soit il agit avec eux ; il arrive toutefois qu’il ne soit que spectateur). Né le 7 janvier 1567 en Bragance, il a donc treize ans au début du jeu. C’est un garçon dynamique, courageux et volontaire qui n’hésite pas à rendre service ou au contraire à tenir tête aux adultes. Il aime la mer et naviguer. Parmi les différents destins, sa « bonne » fin est celle où il est anobli par le roi Philippe Ier et qu’il a reconstitué la carte du fantôme Federico Rodriguez, découvrant ainsi l’Australie.
Marie Dumesnil : Jeune française de l’âge de Valdo (née à Honfleur le 19 février 1566), elle fait partie de l’expédition en forçant son oncle Eustache de la prendre avec lui. Sur le navire, elle se lie d’amitié avec Valdo, n’hésitant pas à le taquiner de temps en temps. Ils sont tous les deux inséparables car elle accompagne Valdo où qu’il aille. Selon les destins, soit elle l’épouse, soit elle le quitte et l’oublie. À la « bonne » fin, elle lui avoue ses sentiments tout en lui donnant le dernier fragment de la carte du fantôme, puis elle est anoblie avec Valdo par le roi.
Filipe Machado : Marin corpulent au grand cœur, il a navigué pendant plus de quarante ans et connaît par conséquent très bien le milieu des marins. C’est un bon ami de Fernão Mendes Pinto, lequel dit à Valdo qu’il peut lui faire confiance avant même d’embarquer. Ils ont bravé de nombreuses tempêtes ensemble et, d’après Filipe « bu plus de rhum qu’il n’y a d’eau dans l’océan ».
Si le São Bartolomeu s’échoue en Afrique, Filipe survit jusqu’à la fin de l’aventure (à moins que Marie ne commette une imprudence, ce qui cause un game over). Si au contraire le cap de Bonne-Espérance est franchi (chemin vers la « bonne » fin), Filipe finit tué par des pirates qui le jettent à la mer dans un sac.
Eustache Dumesnil : C’est l’oncle de Marie. Il est envoyé par le roi de France dans le but d’espionner les Portugais et de remettre une carte comportant toutes les positions militaires portugaises aux autorités japonaises, pour que ces dernières bénéficient d’un avantage dans une guerre qu’ils déclencheraient. La carte doit être récupérée par Valdo et Marie dans la dernière énigme du jeu.
Personnage désagréable et pourtant très aimé de sa nièce, il fait un scandale au capitaine Pacheco en prétextant être monté à bord du mauvais navire et reste à l’écart de l’équipage.
Si le São Bartolomeu s’échoue en Afrique, Eustache finit par mourir d’épuisement dans la jungle. Dans la bonne fin, il est aux fers dans les cales du São Bartolomeu durant le voyage de retour. Valdo demande cependant au roi de le gracier.
Federico Rodriguez : C’est le spectre qui hante le São Bartolomeu, mu par un obscur désir de vengeance envers le navire et l’équipage. Le personnage est inspiré d’un véritable Federico Rodriguez, un marin espagnol qui fit partie de l’expédition de Magellan et l’un des rares survivants. Le personnage dans le jeu aurait découvert, alors la nuit en poste dans la vigie, l’Australie en voyant au loin les lumières d’un village. Il a dessiné la terre qu’il a vue sur une carte avant de déchirer cette dernière et de l’éparpiller.
Valdo peut le rencontrer pour la première fois dans le fond de la cale du São Bartolomeu, avant le départ de Lisbonne. Il le revoit à travers sa carte chaque fois qu’il en retrouve un morceau. Lorsque Valdo la reconstitue entièrement, Rodriguez est furieux mais finit par accepter sa « défaite » pour apparaître à Valdo directement dans sa cabine, alors qu’ils sont de retour du Japon. À ce moment-là, Valdo n’a plus du tout peur de lui et Federico lui raconte son histoire.
C’est le seul personnage à être en images de synthèse.

Fernão Mendes Pinto : Avec Federico Rodriguez et Philippe Ier, c’est le troisième personnage du jeu étant inspiré d’une personne réelle. Dans le jeu, il est âgé et tient l’auberge dans laquelle Valdo va dîner et se reposer la veille du départ. Voyant des marins embêter le garçon en l’effrayant avec des histoires de monstres invraisemblables, il lui propose de venir discuter en privé raconte un peu de son parcours de vie. Il lui remet ensuite sa médaille et sa bague, qui seront utiles plus tard dans le jeu. Cet entretien forge une bonne amitié entre les deux personnages.
Fernão est quelqu’un de connu par beaucoup de monde à travers le jeu, notamment Filipe, la vieille indienne, Pivert, le chef du village philippin et bien d’autres. À la « bonne » fin, quand Valdo revient à Lisbonne, il va voir Mendes Pinto auquel il raconte toutes ses aventures.

### Secondaires
João de Pereira : Le père de Valdo. Il est négociant dans le marché des épices et un véritable passionné, qui n’hésite pas à acheter toutes les marchandises de ce genre qu’il lui est possible d’obtenir. Père aimant, il considère quand même Valdo comme un jeune adulte et le laisse beaucoup vivre sa vie, interagissant peu avec lui. Il se fait arrêter en Inde pour avoir touché une vache sacrée dans la rue, forçant Valdo, Marie et Frère Marcos à aller demander au Raja de le libérer. Il retourne finalement sain et sauf à bord du São Bartolomeu et termine le voyage en vie.

Afonso Pacheco : De son nom complet Afonso Pacheco de Zurara, c’est le capitaine du São Bartolomeu. Il est considéré comme un bon capitaine parmi les marins de Lisbonne et même ceux d’Amérique. Il est bienveillant envers son équipage même s’il sait faire preuve de fermeté, notamment lorsqu’il est contrarié. Lors de la tempête au cap de Bonne-Espérance, il est grièvement blessé et alité en laissant le commandement conjointement au commandant Ramos et à Filipe.

Commandant Duarte Ramos : De son nom complet Duarte Ramos de Mesquita, c’est un militaire de carrière de père en fils. Sa mission est de renforcer les troupes portugaises et assurer la sécurité des colons au Japon. À bord, il se charge de la défense et de l’armement. Il ne joue pas de rôle prépondérant dans le jeu et n’interagit qu’à une seule occasion avec Valdo, avant le départ, quand ce dernier cherche le journal de bord du capitaine.

Frère Marcos : Prêtre jésuite, Frère Marcos fait partie du voyage pour apporter la parole de Dieu dans les pays où ils s’arrêtent. Il s’intéresse également à toutes les croyances locales et s’informe dessus avec une curiosité toute assumée. On apprend dès le début du jeu qu’il a déjà fait un voyage en Inde et au Japon. C’est un personnage constamment très calme qui n’a que peu d’incidence dans l’histoire et dans les actions de Valdo, malgré sa présence assez répétée. Quels que soient les choix faits par Valdo, Frère Marcos reste toujours en vie à la fin du jeu.
Antonio Da Silva : Marin maigre et grincheux du São Bartolomeu, il peut se montrer désagréable voire odieux avec les autres même s’il reste très discipliné quand les ordres sont donnés. Quels que soient les choix faits par Valdo, Antonio reste toujours en vie. Bien qu’il ne soit pas très courageux, c’est pourtant le seul personnage que l’on voit clairement faire usage d’une arme à feu (en l’occurrence un mousquet, soit en Afrique contre un crocodile, soit dans l’océan indien contre les pirates).
Baptista Barros : Marin expérimenté, il s’avère paradoxalement très couard face aux difficultés. D’un naturel taquin, il aime faire enrager le cuistot en lui volant ses lunettes par exemple. Lorsque le São Bartolomeu est près de la côte ouest de l’Afrique, il pêche un requin qui contient dans sa gueule une bouteille avec le premier morceau de la carte du fantôme. Durant la tempête au cap de Bonne-Espérance, il peut être convaincu d’affronter ses peurs et d’aller amener les voiles, sa spécialité, ce qui peut sauver le navire. À la « bonne » fin, il rentre au Portugal avec Antonio et Nuno. Si le navire est échoué en Afrique, on ne sait pas ce qu’il advient de lui.

Nuno Costa : Nuno est un marin lui aussi corpulent comme Filipe, et assez porté sur la bouteille qu’il aime bien partager avec Baptista. Avec l’aide de Valdo qui lui apporte de la corde, il arrime les canons qui frappent la coque du navire pendant la tempête au cap de Bonne-Espérance. Son destin est incertain si jamais le navire échoue en Afrique, mais dans la « bonne » fin, il rentre sain et sauf à Lisbonne.

Le cuistot : C’est un personnage peu apprécié de l’équipage à cause de sa cuisine routinière et mauvaise (« de la viande salée avec des pommes de terre pourries »). Très malvoyant, il ne peut rien faire sans ses lunettes. Avant le départ du navire, il faut les lui retrouver et il se rend compte qu’il a confondu son livre de cuisine avec le livre de bord du capitaine. On apprend que ses lunettes ont été cassées par les pirates, mais on ne sait pas s’il survit jusqu’au retour à Lisbonne, ou s’il est encore vivant en Afrique.

Le chef africain : Dans un premier temps montré comme hostile à la présence des Portugais sur ses terres, il les capture avant de se montrer plus hospitalier et précisant qu’ils ne sont pas ses prisonniers. Dans sa hutte se trouvent un plat en étain qu’on peut récupérer, ainsi qu’une sagaie.

Le sorcier africain : Ce personnage a très peu d’interactions, mais sa hutte cache derrière un crâne la première moitié d’un bijou de jade dont il dit que cela vient d’un navire arrivant de l’Est avec des hommes à la peau pâle et aux vêtements extrêmement doux (très certainement de la soie). On peut aussi récupérer une étoffe qui, combinée au plat en étain, permet de faire des signaux à un navire au loin pour être sauvés.

Capitaine De Neuronia : Capitaine d’un galion qui passe près des côtes africaines, il récupère les survivants du São Bartolomeu pour les emmener jusque dans les Moluques. Les pirates ne sont pas croisés avec lui, mais le voyage s’arrête à l’archipel et ne va pas jusqu’au Japon. Il était déjà allé dans l’archipel quinze ans plus tôt, et il y avait fait la connaissance de Fernão Mendes Pinto.

La vieille indienne : C’est un personnage qui se trouve dans une maison de la place du marché de Goa. En discutant avec Valdo, on apprend qu’elle avait été fiancée à Fernão Mendes Pinto. Valdo peut lui remettre ou la médaille ou la bague de Fernão, contre quoi la vieille femme lui remet un papier qui permet à Valdo de franchir la porte du palais du raja.

Raja Vijayanagar : C’est le souverain de Goa. Les fantasmes de marins le décrivent comme cruel, excentrique et énorme, puisqu’il mangerait « cent cinquante bananes au petit-déjeuner ». Il s’avère être un homme de corpulence normale et très gentil, ouvert aux cultures étrangères et principalement à la portugaise. Il est en revanche très clair quant au fait de devenir très en colère si on entre dans les appartements de ses épouses.
Quand Valdo, Marie et Frère Marcos arrivent au palais, il leur demande de l’aider à reconstituer une de ses statuettes qui s’était brisée pendant un de ses voyages. Après quoi, il discute avec ses hôtes avant de les laisser et d’aller demander la libération de João, emprisonné pour avoir touché une vache sacrée.

Olivera : C’est le chef des pirates qui attaquent le São Bartolomeu. Cruel avec des penchants sadiques, on apprend qu’il connaissait Filipe, qui l’insulte sans vergogne. Décidé à se venger de cet affront, il décide finalement de le jeter en mer, noué dans un sac. À la fin du jeu, on apprend que Mendes Pinto le connaissait et qu’il regrette de ne pas l’avoir tué quand il en avait eu l’occasion.

Pivert : Pirate costaud et membre influent de l’équipage d’Olivera, il surveille Valdo, Marie et Eustache. Les deux enfants commencent à parler avec lui et apprennent qu’il vient de Paris et qu’il a énormément voyagé, notamment jusqu’au Portugal. Valdo découvre qu’il y avait connu Mendes Pinto, qu’il considère comme son « meilleur ennemi » et pour lequel il montre beaucoup de respect. Attaché à ce sens de l’honneur, il accepte de relâcher Valdo pour que ce dernier arrive à lui prouver que Fernão et lui sont bien des amis. Valdo finit par obtenir la liberté de l’équipage et du navire en montrant la médaille de Mendes Pinto à Pivert, même si Filipe reste condamné. Si Valdo a donné la médaille à la vieille indienne au lieu de la bague, Pivert n’est pas convaincu et le jeu est perdu.
Selon lui, son nom provient du fait qu’il était tout le temps dans le nid-de-pie et qu’un jour, il s’était endormi dans les cordages et que sa tête frappait régulièrement le grand mât, d’où ce surnom de Pivert.

Chef du village philippin : Le chef accueille chaleureusement l’équipage sur la plage, et on peut lui demander de parler de la légende de la jonque échouée. Si on lui donne une étoffe récupérée en Inde ou une boussole récupérée en Afrique, il offre des épices en échange.

La femme du chef : Elle accueille avec le chef les visiteurs sur la plage mais dit – aimablement – que l’accès au village est interdit. Elle possède en pendentif l’autre moitié du bijou de jade qui permet à Valdo et Marie d’obtenir le trésor du vieux Chinois. La femme peut le leur donner en cadeau de bienvenue, qu’ils aient récupéré la première moitié ou non.

Le vieux Chinois : Dernier survivant d’une jonque échouée, il est âgé de cent soixante ans et continue de garder le trésor qu’elle renferme, le trésor de Zheng He (Cheng Ho dans le jeu). Il mange un poisson cru par jour à l’aide d’un piège sophistiqué. Quand Valdo et Marie trouvent la jonque, il est heureux d’avoir de la visite et leur propose de pêcher trois poissons avec son piège pour manger ensemble, le tout agrémenté d’épices afin de le changer des algues habituelles.
Si Valdo et Marie ont été en Afrique et qu’ils ont récupéré les deux morceaux de la statuette de jade, le vieux Chinois les estime dignes de posséder le trésor. Il peut aussi remettre à Valdo un fragment de la carte du fantôme si ce dernier la lui montre, qu’ils soient passés en Afrique ou en Inde.

Anju : C’est une villageoise d’Edo. Elle aide Valdo et Marie en leur proposant de prendre la lanterne qui se trouve derrière sa maison, puis de l’allumer. Cela permet aux héros d’aller récupérer la carte d’Eustache.

## Destins possibles
Comme son nom l'indique, le jeu présente neuf dénouements possibles. Si l'un d'entre eux, le neuvième, peut être considérée comme la « bonne » fin, beaucoup se révèlent également intéressantes :
1. Valdo et tout l'équipage du navire sont perdus en mer.
2. Le navire coule après une imprudence de Valdo.
3. Filipe se fait dévorer par un crocodile en Afrique.
4. Valdo coule des jours heureux dans une tribu africaine.
5. Valdo finit ses jours en Inde, dans la prison du raja.
6. Valdo se fait pirate.
7. S'étant vu offrir le trésor par le vieux Chinois, Valdo épouse Marie. Ils partent s'installer à Venise.
8. Valdo finit mendiant dans le port de Lisbonne.
9. Valdo est fait amiral par le roi du Portugal.

## Distribution
- Sophie Arthuys : Valdo de Pereira (enfant)
- Mitsuyuki Bando
- Olivier Baroux
- Marc Bretonnière : Frère Marcos, un Guinéen
- Roger Carel : Filipe Machado, Antonio Da Silva, Nuno Costa, la vieille femme indienne, Olivera le Pirate, le vieux Chinois, le chef du village philippin
- Guy Chapellier
- Bernard-Pierre Donnadieu : Fernão Mendes Pinto
- Patrice Dozier
- Michel Feder
- François Jérosme : Valdo adulte
- Sidney Kotto : commandant Ramos, le chef du village africain
- Martine Maximin : la femme du chef philippin
- Michel Mella
- Tom Novembre
- Mario Santini : João de Pereira, un guerrier guinéen
- Barbara Tissier : Marie Dumesnil
- Michel Vigné

Direction de casting et direction artistiqueEmmanuelle Cosso

## Accueil
- PC Team : 17/20[1]